# Kamienica przy ul. Rynek 14 w Sanoku
Kamienica przy ul. Rynek 14 w Sanoku – kamienica położona przy Rynku w Sanoku.
Na początku XX wieku właścicielem domu był dr Artur Goldhammer. W okresie II Rzeczypospolitej w kamienicy mieściła się tymczasowo siedziba starostwa powiatu sanockiego.
Znajduje się we wschodniej pierzei Rynku. Prawą stroną przylega do ratusza przy ul. Rynek 16. Lewa ściana budynku stanowi południową pierzeję placu św. Jana.
W przeszłości w budynku funkcjonował urząd stanu cywilnego (przeniesiony do budynku ratusza tuż obok). W 1991 pod adresem Rynek 14 podjęło działalność ustanowione wówczas czasopismo „Tygodnik Sanocki”.
Od czerwca 2006 roku w budynku mieści się Biuro Wystaw Artystycznych (BWA) – Galeria Sanocka. Ponadto w kamienicy funkcjonuje Centrum Informacji Turystycznej.
Budynek został wpisany do rejestru zabytków (1992) oraz do gminnej ewidencji zabytków miasta Sanoka.

## Upamiętnienie
Na północnej ścianie budynku przy placu św. Jana została zainstalowana stała ekspozycja fotografii z historii wojskowości Sanoka.
Przed kamienicą ustanowiono ławeczki z tabliczkami upamiętniającymi literatów pochodzących z Sanoka:
- Ławka z tabliczką upamiętniającą Kalmana Segala (1917-1980). Została odsłonięta w październiku 2007[10][11].
- Ławka z tabliczką upamiętniającą Mariana Pankowskiego (1919-2011). Została odsłonięta 9 listopada 2011 w 90. rocznicę urodzin Mariana Pankowskiego przez jego bratową Jadwigę[12].
- Ławka z tabliczką upamiętniającą Janusza Szubera (1947-2020), ustanowiona pod koniec 2020[13].

19 maja 2012 przy frontowej fasadzie kamienicy został odsłonięty pomnik przedstawiający artystę malarza i rodowitego sanoczanina – Zdzisława Beksińskiego (1929-2005). Autorem rzeźby był Adam Przybysz.
W kamienicy zamieszkał poeta Janusz Szuber, który napisał wiersz pt. Rynek 14/1 tym samym tytułem nazwał tomik swojej poezji, wydany w 2016.